# Joseph Goedert
Joseph Goedert (* 27. Juli 1908 zu Schwiedelbruch bei Rambruch; † 9. August 2012 in Luxemburg) war ein luxemburgischer Historiker.
Er besuchte in Luxemburg das Athénée und danach die Universität Montpellier sowie die Sorbonne. Er unterrichtete am klassischen Lyzeum in Diekirch, danach am Athénée und wurde im Mai 1942 nach Deutschland versetzt. Im September 1944 kehrte er zurück ans Athénée.
Im Januar 1959 übernahm er die Verwaltung des Nationalarchivs. Von Februar 1965 bis 1972 leitete er die Nationalbibliothek Luxemburgs.
Goedert hatte eine Vielzahl von Beiträgen zur Geschichte Luxemburgs veröffentlicht.
Als er im Jahr 2003 95 Jahre wurde, verlieh ihm die ALBAD (Association luxembourgeoise des bibliothécaires, archivistes et documentalistes) ihren ersten Preis.